# A Negra
A Negra – en français La Négresse – est un tableau réalisé par la peintre brésilienne Tarsila do Amaral en 1923 à Paris, en France. Cette huile sur toile de format vertical représente une femme noire sans chevelure apparente assise nue devant un fond à rayures agrémenté d'une feuille de bananier. Installée en tailleur, elle y figure son avant-bras passé sous son sein droit, lequel semble toucher son mollet. Souvenir d'une ancienne esclave qui habitait la fazenda familiale, l'œuvre est conservée au musée d'Art contemporain de l'université de São Paulo, à São Paulo. L'artiste a laissé une seconde version inachevée à sa mort en 1973.

## Postérité
Un dessin représentant la figure féminine d'A Negra apparaît en couverture de Feuilles de route, l'ouvrage de Blaise Cendrars, dès 1924.